# Александрівка (Кіквідзенський район)
Александрівка (рос. Александровка) — село у Кіквідзенському районі Волгоградської області Російської Федерації.
Населення становить 414  осіб. Входить до складу муніципального утворення Єжовське сільське поселення.

## Історія
Село розташоване у межах українського історичного та культурного регіону Жовтий Клин.
Згідно із законом від 10 грудня 2004 року № 967-ОД органом місцевого самоврядування є Єжовське сільське поселення.

## Населення
| 2010 | 2012 | 2013 | 2014 | 2015 | 2016 | 2017 |
| ---- | ---- | ---- | ---- | ---- | ---- | ---- |
| 446  | ↘440 | ↘432 | ↘423 | ↘416 | ↘410 | ↗414 |